# Cratere Nöther
Nöther è un cratere lunare di 64,8 km situato nella parte nord-orientale della faccia nascosta della Luna.